# Kathedrale von Tucumán

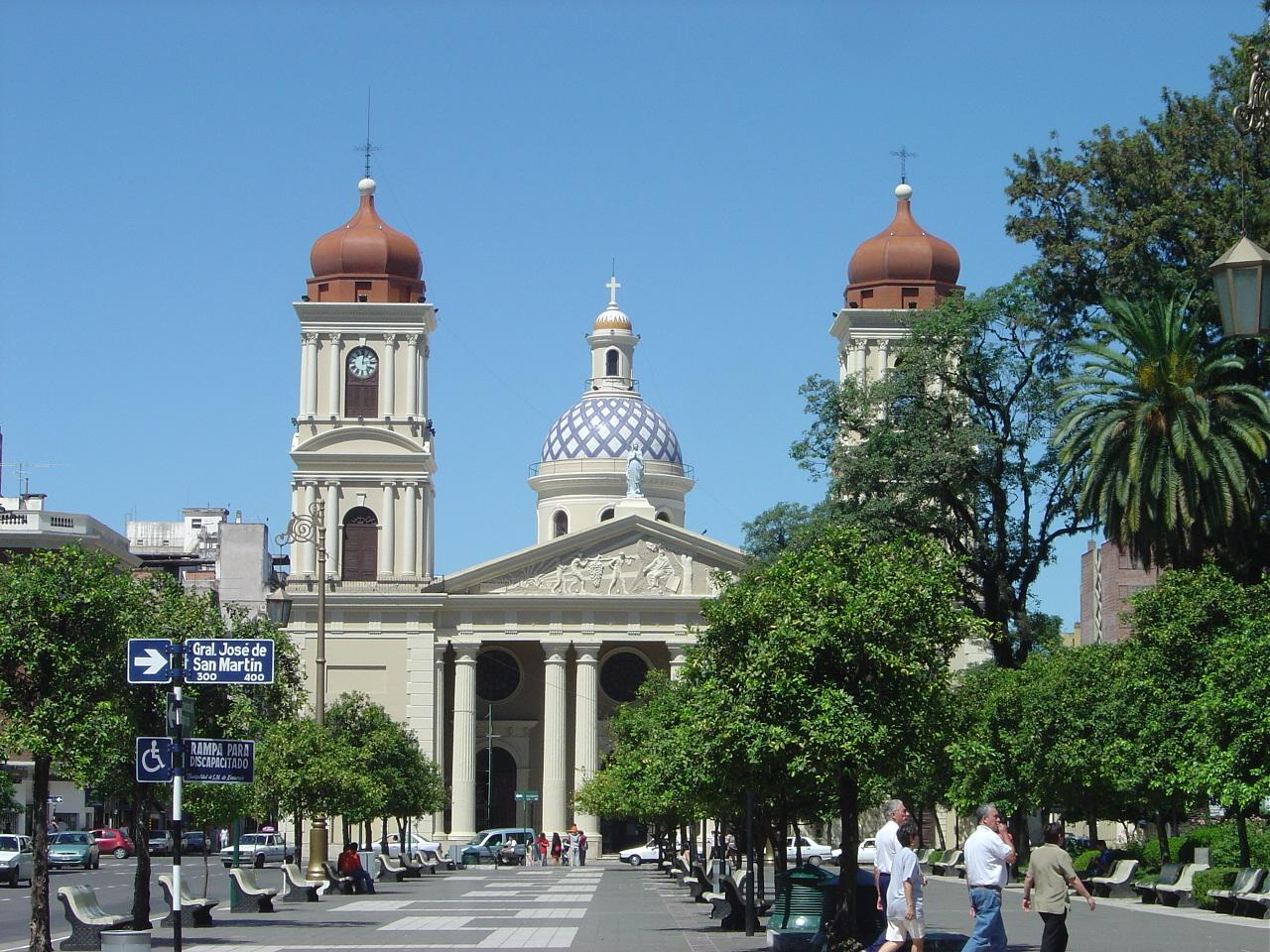
Kathedrale von Tucumán

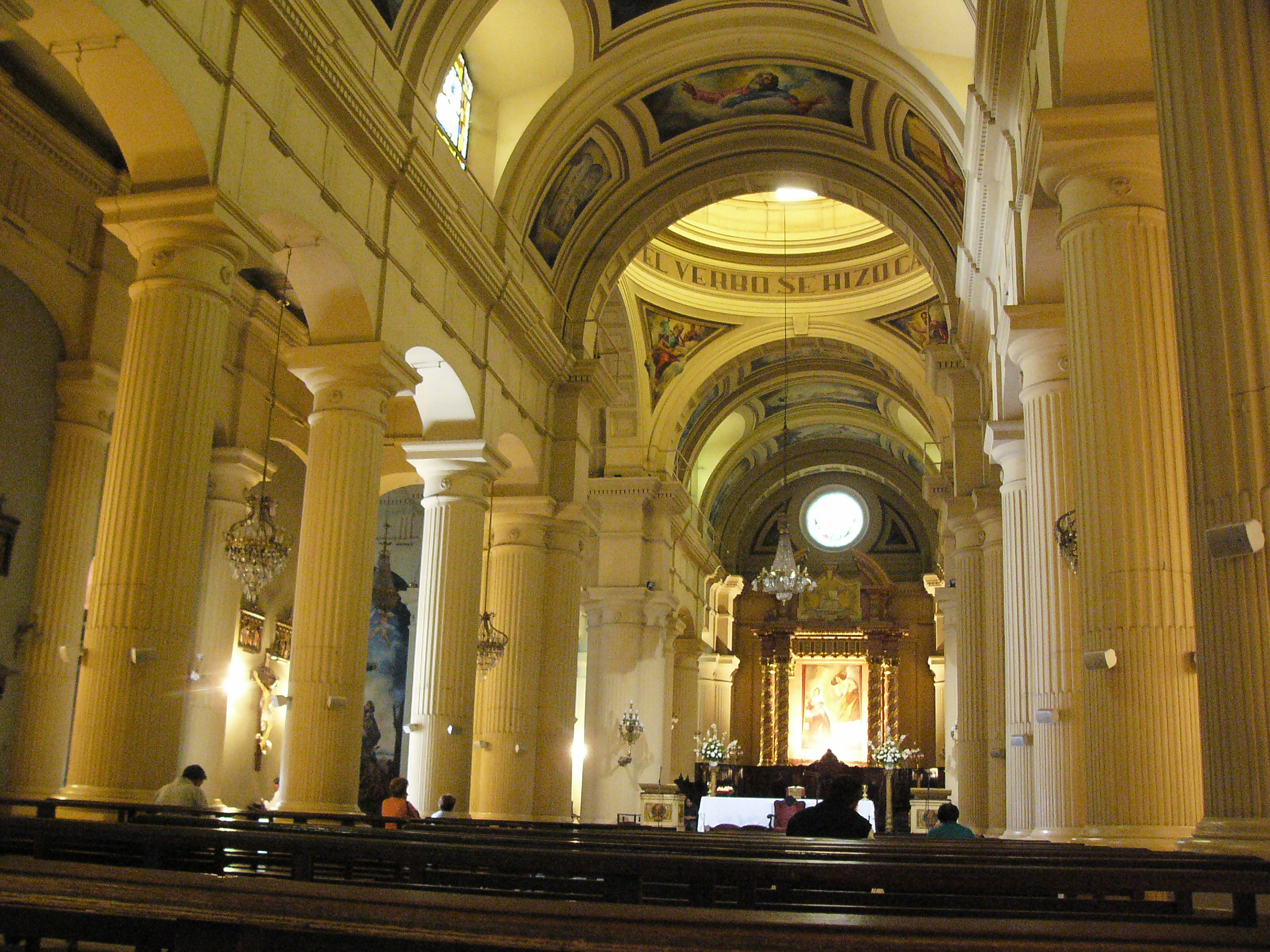
Innenraum

Die Kathedrale von Tucumán (spanisch Catedral de Nuestra Señora de la Encarnación) in der Stadt San Miguel de Tucumán im Nordwesten Argentiniens ist der Sitz des römisch-katholischen Erzbistums Tucumán.

## Lage
Die knapp 800.000 Einwohner zählende und ca. 430 m hoch gelegene Stadt San Miguel de Tucumán ist ca. 1250 km (Fahrtstrecke) in nordwestlicher Richtung von der Landeshauptstadt Buenos Aires entfernt. Die Kathedrale liegt im Stadtzentrum an der Plaza Independencia.

## Geschichte
Bereits in der ersten Hälfte des 19. Jahrhunderts entschloss man sich zum Neubau der baufälligen und zu klein gewordenen Hauptkirche der Stadt. Beauftragt wurde der in Argentinien lebende französisch-baskische Architekt Pierre Etcheverry. Am 19. Februar 1856 wurde die Kirche eingeweiht. Das Bistum Tucumán wurde im Jahr 1897 durch Papst Leo XIII. errichtet; seit 1957 ist es Erzbistum.

## Architektur
Die von einem hohen Portikus bestimmte Fassade wird überragt von zwei seitlichen Glockentürmen (campanarios), deren oberer Abschluss von – in der gesamten spanischen Architektur eher selten zu findenden Hauben – gebildet wird. Die von rautenförmig angeordneten Kacheln bedeckte Vierungskuppel wird von einer Laterne überragt.
Das dreischiffige Innere des Bauwerks zeigt klassizistische Einflüsse, wozu vor allem die kannelierten Säulen beitragen. In das Tonnengewölbe des Mittelschiffs sind durchfensterte Stichkappen integriert. Die Vierung ist durch einen durchfensterten Tambour erhöht. In den Pendentifs darunter finden sich Malereien der vier Evangelisten. Auch im Gewölbe der Kirche befinden sich Felder mit Malereien.